# Amphinemura minor
Amphinemura minor är en bäcksländeart som beskrevs av Ignac Sivec 1982. Amphinemura minor ingår i släktet Amphinemura och familjen kryssbäcksländor. Inga underarter finns listade i Catalogue of Life.